# 四国フリーきっぷ

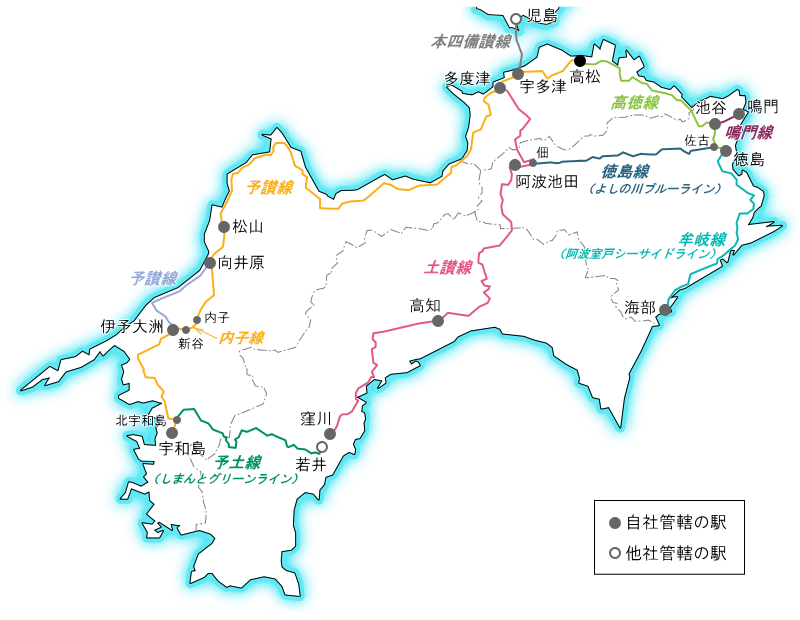
JR四国全線

四国フリーきっぷ（しこくフリーきっぷ）は、四国旅客鉄道（JR四国）が発行している特別企画乗車券（「トクトクきっぷ」）である。
本項では、四国フリーきっぷの関連商品であるバースデイきっぷ、四国グリーン紀行（しこくグリーンきこう）および、過去に発売された10連休四国満喫きっぷ（じゅうれんきゅうしこくまんきつきっぷ）についても解説する。

## 四国フリーきっぷ
JR四国全線（瀬戸大橋線の宇多津駅 - 児島駅間も含む。）と土佐くろしお鉄道窪川～若井間において、特急列車及び普通列車の自由席に使用開始日からの連続する3日間、平日・休日を問わず乗車できる。また、ジェイアール四国バスの久万高原線（松山 - 久万高原）・大栃線（土佐山田 - 美良布（アンパンマンミュージアム））と、徳島バスが運行する高速バス「室戸・生見・阿南 - 大阪線」の途中乗降可能区間のうち阿南 - 海部高校前間（2022年4月1日から阿南 - 浅川間で実施。2023年5月20日からは浅川 - 海部高校前間についても利用出来るようになった）にも乗車できる（同区間での牟岐線との「並行モード連携モデル」導入によるJRの特別企画乗車券を含む有効な乗車券等でのバス利用が可能となるため）。
特急列車の普通車指定席やグリーン車は利用できない。

### 発売
通年。使用開始日の1か月前から当日（インターネット予約の場合は6日前）まで、JR四国のみどりの窓口・ワーププラザ（大阪市北区にあるワープ梅田支店も含む）・四国の主要旅行会社・JR四国が運営する電子商店街「JR四国ツアー」で購入が可能。
『四国フリーきっぷ』のみ、JR北海道のみどりの窓口・指定席券売機（話せる指定席券売機を含む）・北海道の主要旅行代理店でも通年発売している。過去にはJR西日本岡山支社でも四国デスティネーションキャンペーンの期間限定商品として2003年に10月から12月までの期間限定で発売していた。
2023年5月20日からの発売価格
- 大人 18,000円
- 小児 9,000円

なお、同年5月19日までの発売価格は以下の通りだった。
- 大人 16,440円
- 小児 8,220円

## バースデイきっぷ
JR四国全線（瀬戸大橋線の宇多津駅 - 児島駅間も含む）と土佐くろしお鉄道全線において特急列車・普通列車のグリーン席・指定席が追加料金・本数制限無しで使用開始日からの連続する3日間、平日・休日を問わず乗車できる。
- 特急列車については、寝台特急「サンライズ瀬戸」は利用できない。また、観光列車「伊予灘ものがたり」・「四国まんなか千年ものがたり」・「志国土佐 時代の夜明けのものがたり」は乗車券部分のみが有効となる（乗車の際は、特急料金とグリーン料金またはグリーン個室料金のいずれかが別途必要となる）[5]。

ほかに、ジェイアール四国バスの松山高知急行線（松山 - 落出）・大栃線（土佐山田 - 美良布（アンパンマンミュージアム））や、徳島バスが運行する高速バス「室戸・生見・阿南 - 大阪線」の途中乗降可能区間のうち阿南 - 海部高校前間（2022年4月1日から阿南 - 浅川間で実施。2023年5月20日からは浅川 - 海部高校前間についても利用出来るようになった）にも乗車できる（同区間での牟岐線との「並行モード連携モデル」導入によるJRの特別企画乗車券を含む有効な乗車券等でのバス利用が可能となるため）。
2017年4月から、上記の「グリーン車用」に加えて、特急・普通列車の自由席のみ利用できる「普通車自由席用」が発売開始された。なお、この自由席用に関しては小児用も新設されている。
利用者本人の誕生月に属する日を利用開始日とすることを条件に、JR四国・土佐くろしお鉄道全線に乗車できる。例えば誕生月が4月の場合、「4月30日から5月2日まで」のように誕生月の翌月に跨いで利用することは可能であるが、「3月31日から4月2日まで」のように誕生月の前月を利用開始日とすることは出来ない。
「グリーン車用」においては、指定席券の発券はJR四国管内もしくは土佐くろしお鉄道管内のみどりの窓口・みどりの券売機（最大6回まで）、JR西日本児島駅のみどりの券売機プラスのオペレーター呼出、またはワーププラザでのみ受けられる。オペレーターとの対話機能を備えたみどりの券売機のみ設置されている駅では、オペレーターを介して発券を受ける（回数無制限）か、自ら券売機で操作することにより発券を受ける（最大6回まで）ことになる。
このような利用者の誕生日を条件とする商品を発売する事例は航空会社において多く見られるが、鉄道では珍しく2013年より期間限定ながらJR九州で誕生日を条件とする類似商品である「HAPPY BIRTHDAY♪KYUSHU PASS」が発売されるまでは、バースデイきっぷがJRグループにおいて誕生日を利用条件とする唯一の商品であった。

### 発売
発売期間や場所は、四国フリーきっぷと同じ。
利用者本人の同伴者は、誕生月に関係無く最大3名まで「お連れ様用」として、本人用と同じ料金で購入が可能である。ただし、「お連れ様用」は単独での使用はできず、本人用と同一行程かつ同一列車を利用することが条件となっている。
購入に際しては、生年月日を確認するため身分証明書（運転免許証・パスポート・マイナンバーカードなど）の提示を求められる。「JR四国ツアー」で購入する場合は、身分証明書の写しを郵送・ファクシミリまたは電子メールでJR四国の予約センターに送ることで代用が可能。

### 価格
2017年3月31日まで
- 10,280円（小児料金無し）

2019年10月1日から2023年5月19日まで
- 普通車自由席用　9,680円（小児料金：半額の4,840円）
- グリーン車用　13,240円（小児料金無し）

2023年5月20日から＜現行＞
- 普通車自由席用　12,000円（小児料金：半額の6,000円）
- グリーン車用　15,000円（小児料金無し）

## 四国グリーン紀行
JR四国全線（瀬戸大橋線の宇多津駅 - 児島駅間も含む。）と土佐くろしお鉄道全線において特急・普通列車のグリーン席・指定席が追加料金・本数制限無しで使用開始日からの連続する4日間、平日・休日を問わず乗車できる。
- 特急列車については、「バースデイきっぷ」と同様、寝台特急「サンライズ瀬戸」は利用できない。また、観光列車「伊予灘ものがたり」・「四国まんなか千年ものがたり」・「志国土佐 時代の夜明けのものがたり」は乗車券部分のみが有効となる（乗車の際は、特急料金とグリーン料金またはグリーン個室料金のいずれかが別途必要となる）[9]。

ほかに、ジェイアール四国バスの松山久万高原線（松山 - 久万高原）・大栃線（土佐山田 - 美良布（アンパンマンミュージアム））や、徳島バスが運行する高速バス「室戸・生見・阿南 - 大阪線」の途中乗降可能区間のうち阿南 - 海部高校前間（2022年4月1日から阿南 - 浅川間で実施。2023年5月20日からは浅川 - 海部高校前間についても利用出来るようになった）にも乗車できる（同区間での牟岐線との「並行モード連携モデル」導入によるJRの特別企画乗車券を含む有効な乗車券等でのバス利用が可能となるため）。
「バースデイきっぷ」と同様、指定席券の発券はJR四国管内もしくは土佐くろしお鉄道管内のみどりの窓口・みどりの券売機（最大6回まで）、JR西日本児島駅のみどりの券売機プラスのオペレーター呼出、またはワーププラザでのみ受けられる。オペレーターとの対話機能を備えたみどりの券売機のみ設置されている駅では、オペレーターを介して発券を受ける（回数無制限）か、自ら券売機で操作することにより発券を受ける（最大6回まで）ことになる。

### 発売
発売期間や場所は四国フリーきっぷと同じ。ただし、インターネットでの購入は利用開始日の1箇月前から8日前までに購入する必要がある。
2023年5月20日からの発売価格
- 大人 23,000円（小児料金無し）

## 10連休四国満喫きっぷ
2019年のゴールデンウィークが10連休になることから期間限定で発売された特別企画乗車券で、JR四国全線（瀬戸大橋線の宇多津駅 - 児島駅も含む。）と土佐くろしお鉄道と阿佐海岸鉄道全線において特急自由席及び普通列車に使用開始日からの連続する4日間（この期間中に土休日が含まれることが必要）乗車できた。また、ジェイアール四国バスの久万高原線（松山 - 久万高原）・大栃線（土佐山田 - 大栃）でも利用可能だった。

### 発売
発売期間は2019年3月26日から同年5月20日まで（5月26日利用開始日のものまで発売）でインターネット「JR四国ツアー」限定で発売。
価格は以下の通り。
- 大人13,000円
- 小児3,000円（大人と同一行程かつ大人用と同時購入に限り発売。）